# Louis-Napoléon Fortin
Louis-Napoléon Fortin (8 août 1850 – 31 mars 1892) fut un médecin et homme politique fédéral du Québec. Il a représenté  Montmagny dans la Assemblée législative du Québec de 1876 à 1883 comme un Libéral, puis Député conservateur.
Il est né à Cap-Saint-Ignace, le fils de Louis Fortin et Marguerite Bernier. Fortin était le petit-fils de Jean-Baptiste Fortin. Il a étudié au Collège de Sainte-Anne-de-la-Pocatière et à l'Université Laval. Il s'est qualifié pour pratiquer en 1874 et de mettre en place sa pratique à Cap-Saint-Ignace. Fortier est d'abord élu à l'Assemblée du Québec lors d'une élection partielle de 1876 tenue après que l'élection de Auguste-Charles-Philippe Landry a été annulée. En 1879, il rejoint le caucus du gouvernement conservateur avec trois autres membres, menant à la défaite du gouvernement libéral. Son élection en 1881 a été annulée après une décision de Cour supérieure du Québec en 1883. Fortin a été maire de Cap-Saint-Ignace de 1881 à 1883. En 1881, il épouse Marie-Sophie-Laurette Larue. Il a été nommé un inspecteur de la colonisation, mais a été démis de ce poste en 1887. Fortin est mort à Cap-Saint-Ignace, à l'âge de 41 ans.